# Kraj Limbaži
Kraj Limbaži (lotyšsky Limbažu novads) je kraj v Lotyšsku. Nachází se u Rižského zálivu Baltského moře a na severu hraničí s Estonskem. Na jihu sousedí s krajem Saulkrasti a krajem Sigulda, na jihovýchodě sousedí s krajem Cēsis a na východě sousedí s krajem Valmiera. Centrem kraje je město Limbaži. Aktuální (rozšířená) rozloha kraje je od 1. července 2021.

## Největší sídla kraje
| Pořadí podle počtu obyvatel | Název      | Status  | Počet obyvatel (2021) |
| --------------------------- | ---------- | ------- | --------------------- |
| 1.                          | Limbaži    | město   | 7182                  |
| 2.                          | Salacgrīva | město   | 2706                  |
| 3.                          | Aloja      | město   | 1100                  |
| 4.                          | Staicele   | město   | 875                   |
| 5.                          | Skulte     | vesnice | 823                   |
| 6.                          | Ainaži     | město   | 721                   |
| 7.                          | Ozolaine   | vesnice | 676                   |
| 8.                          | Umurga     | vesnice | 472                   |
| 9.                          | Viļķene    | vesnice | 454                   |
| 10.                         | Svētciems  | vesnice | 346                   |

## Vodstvo kraje
Vodstvo patří do úmoří Baltského moře. Největší řeky v kraji jsou Salaca, Vitrupe, Svētupe, Aģe. Je zde 49 jezer s vodní plochou větší než 1 ha. Mezi největší jezera patří Augstrozes Lielezers s plochou 4 km² a Limbažu Lielezers s plochou 2,6 km².

## Galerie

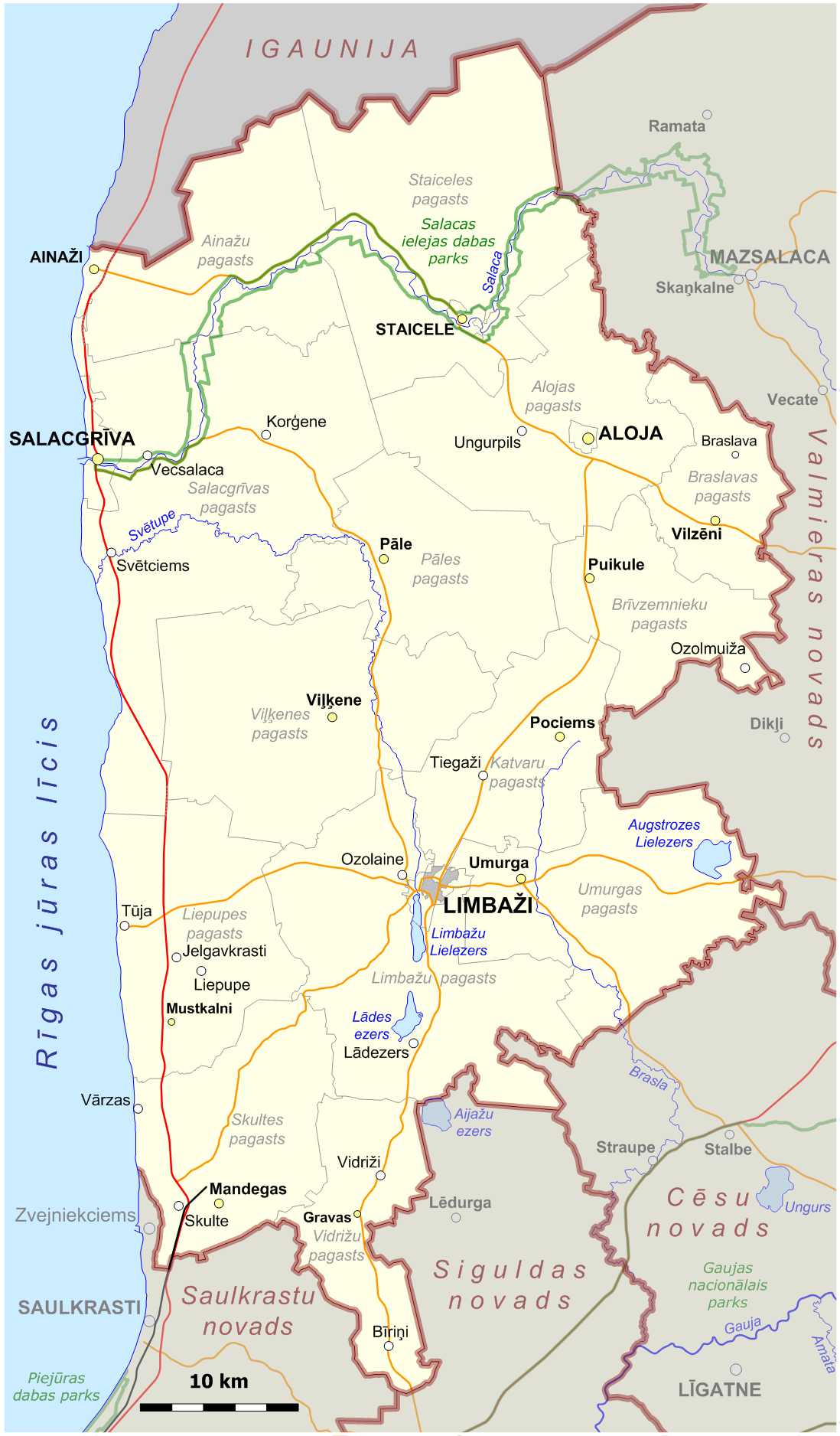
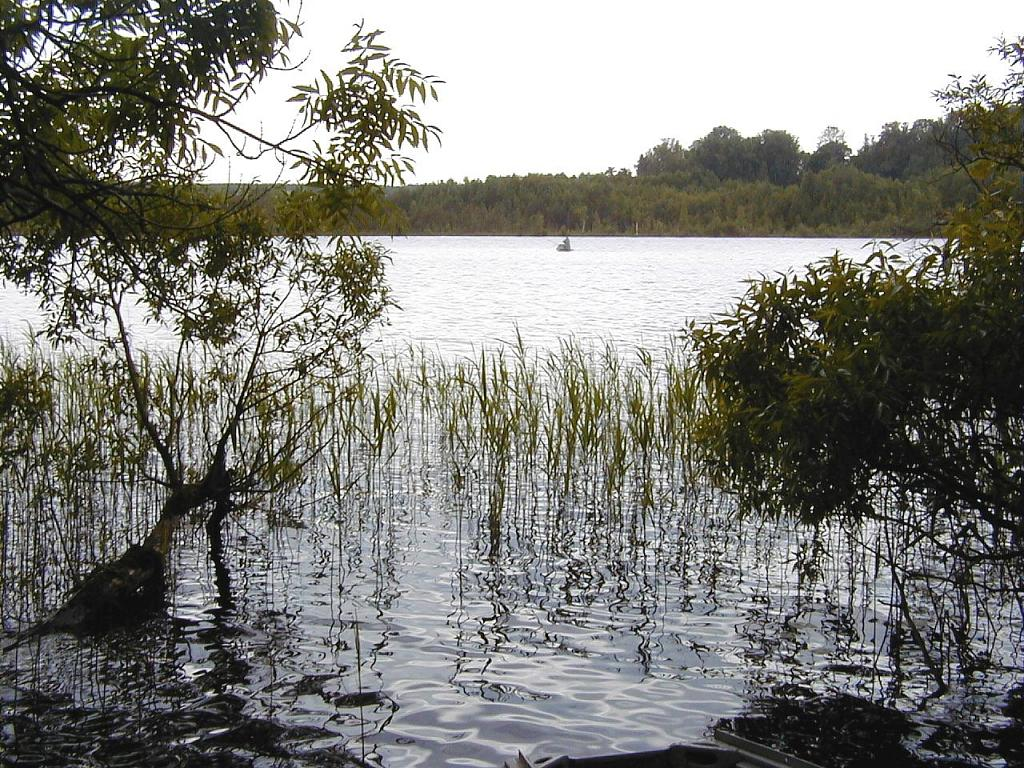
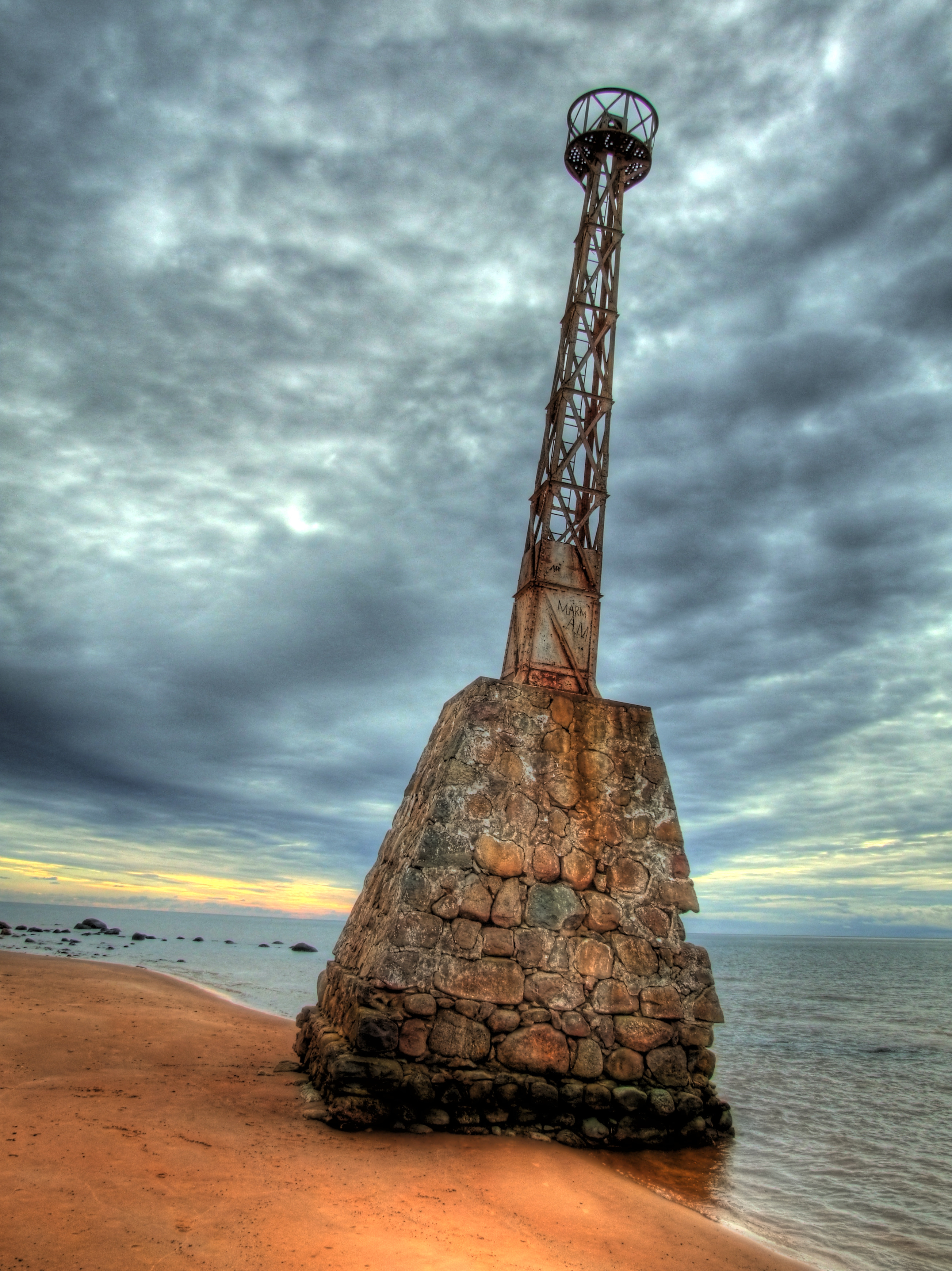
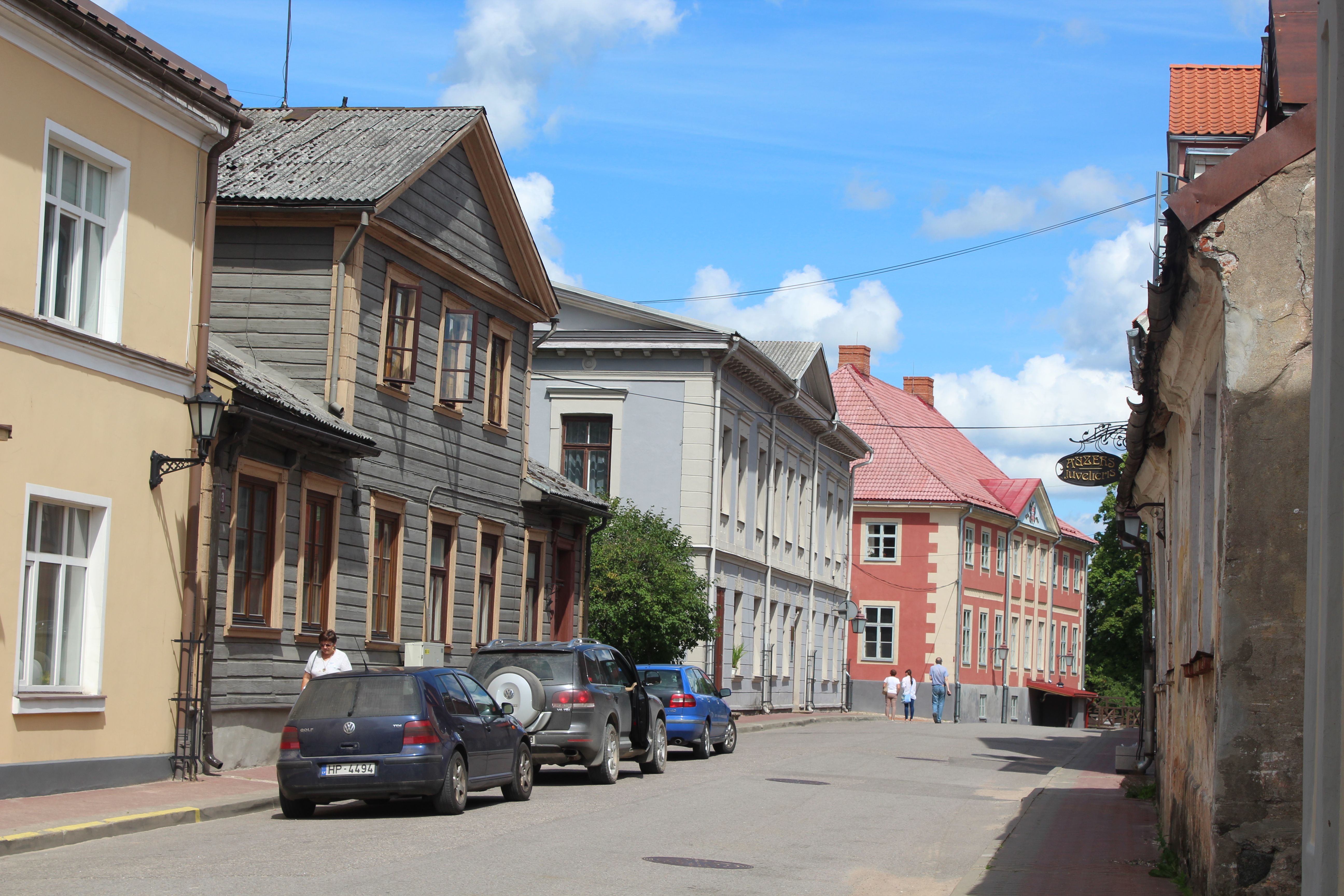
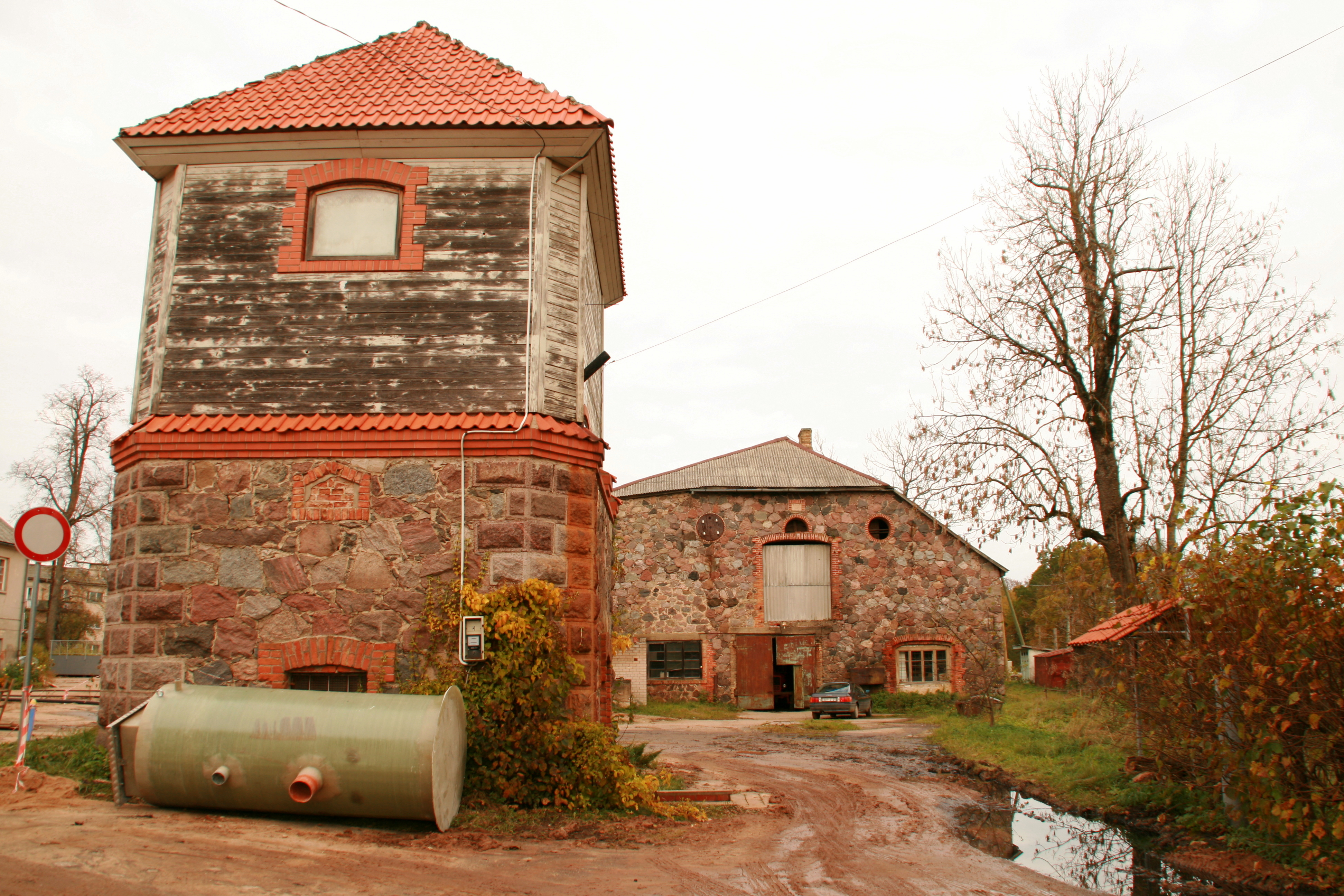
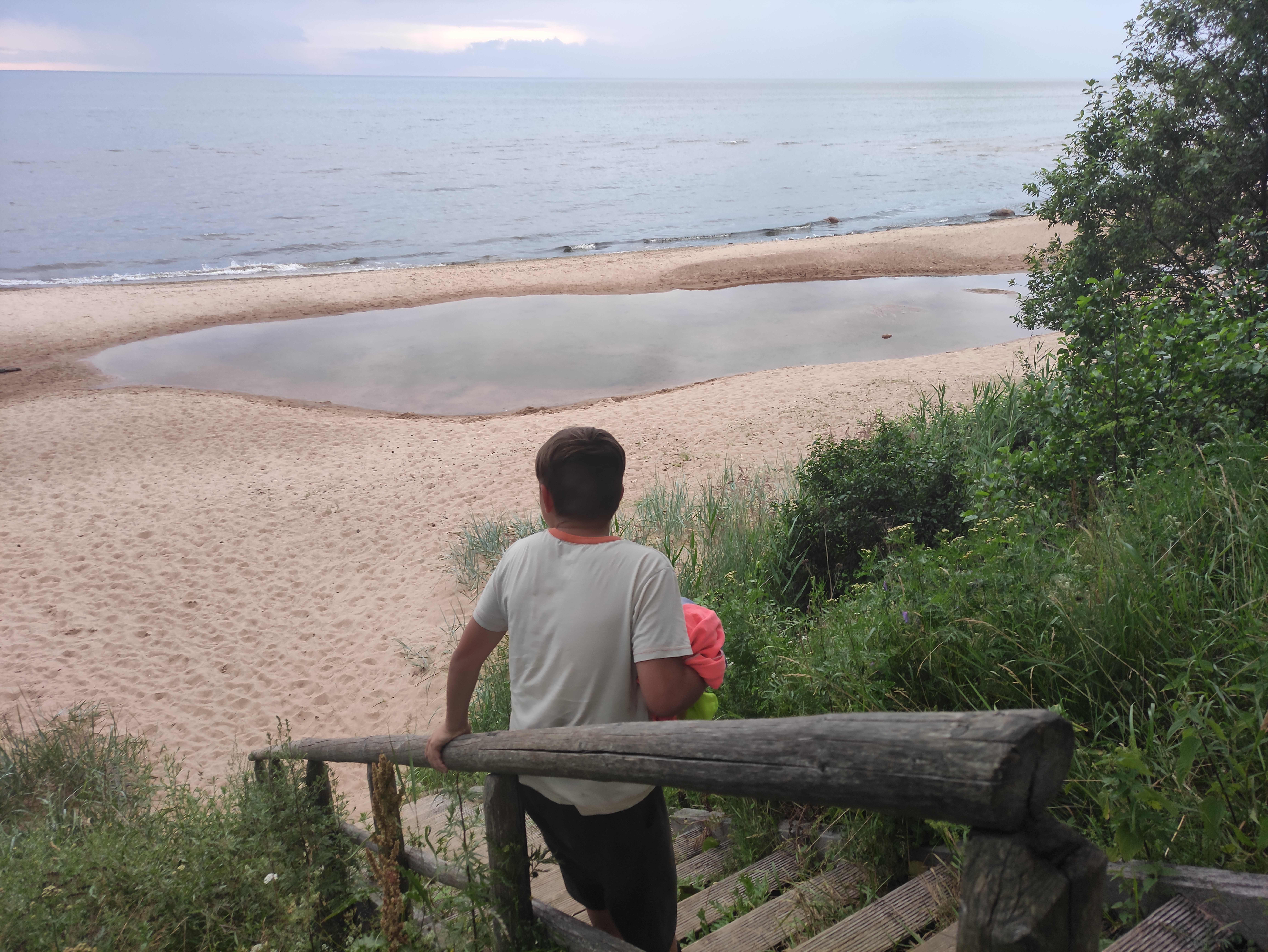
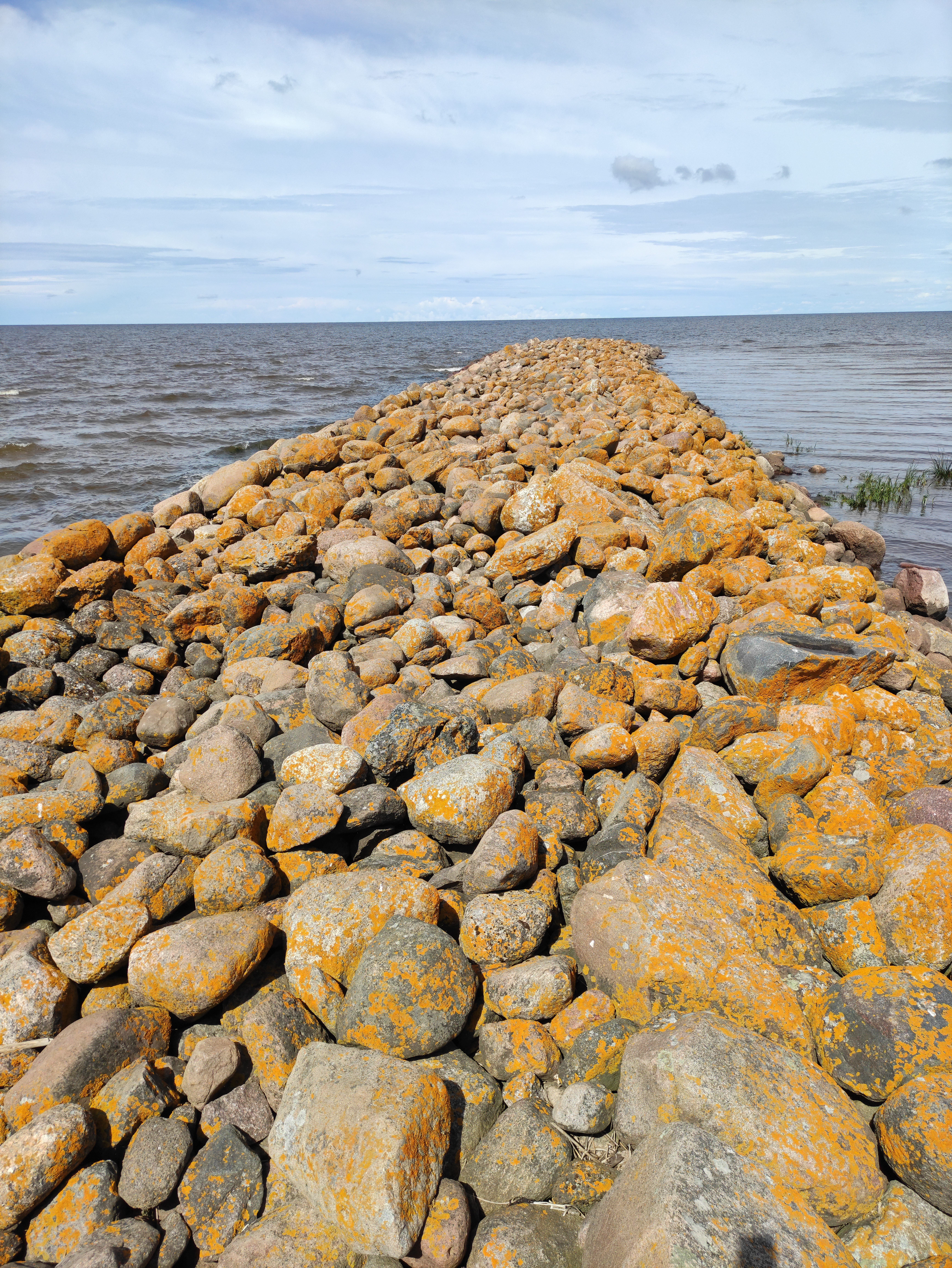